# Stanislav Tůma

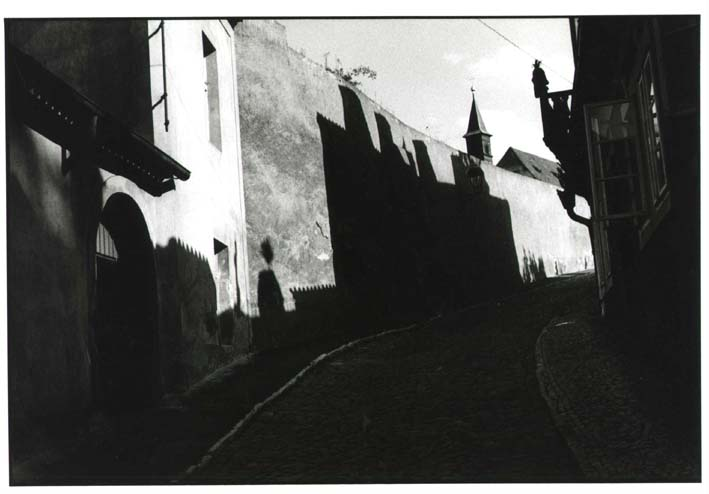
Stanislav Tůma: Černínská, z cyklu Praha - Malá Strana a Hradčany, 1980

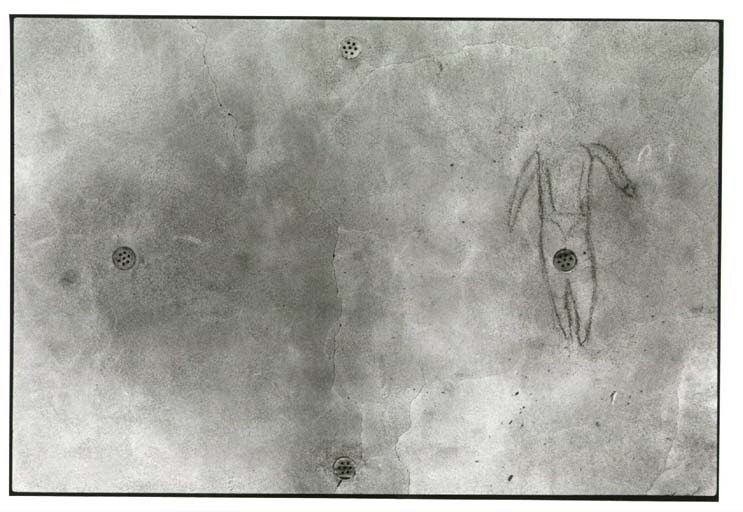
Stanislav Tůma: Plavec pro B. D., z cyklu Exteriéry, 1981

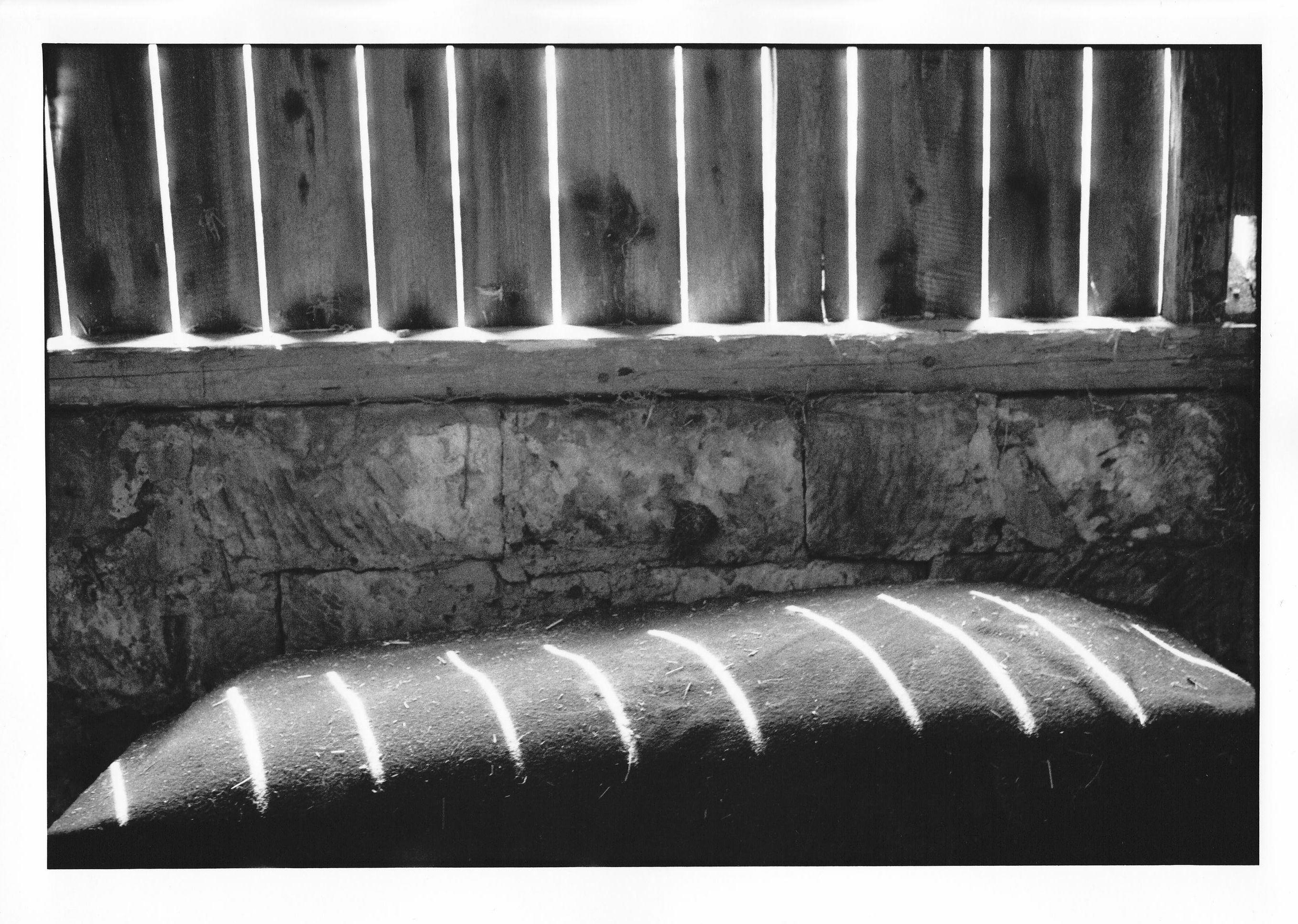
Stanislav Tůma: Ve stodole, Malá Lhota, z cyklu Zátiší, 1986

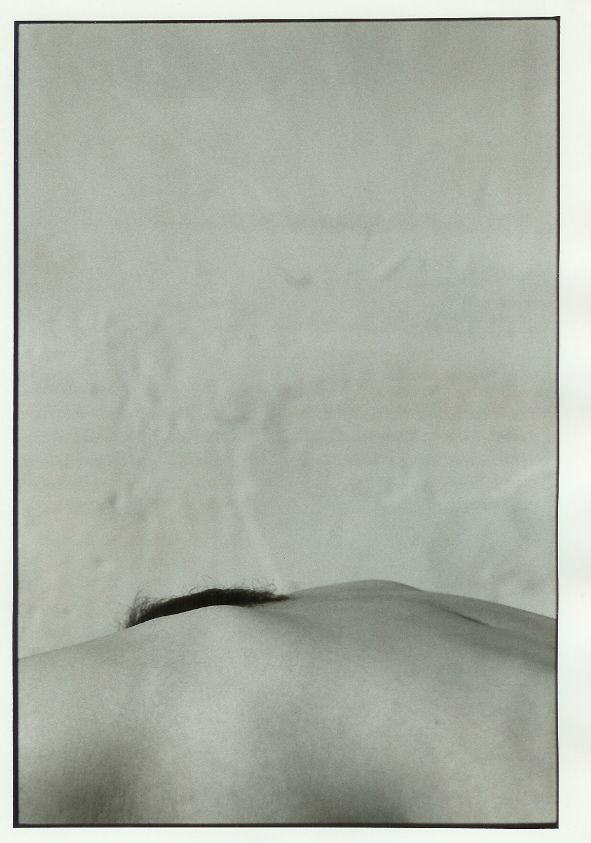
Stanislav Tůma: Mons veneris, z cyklu Akty, 1987

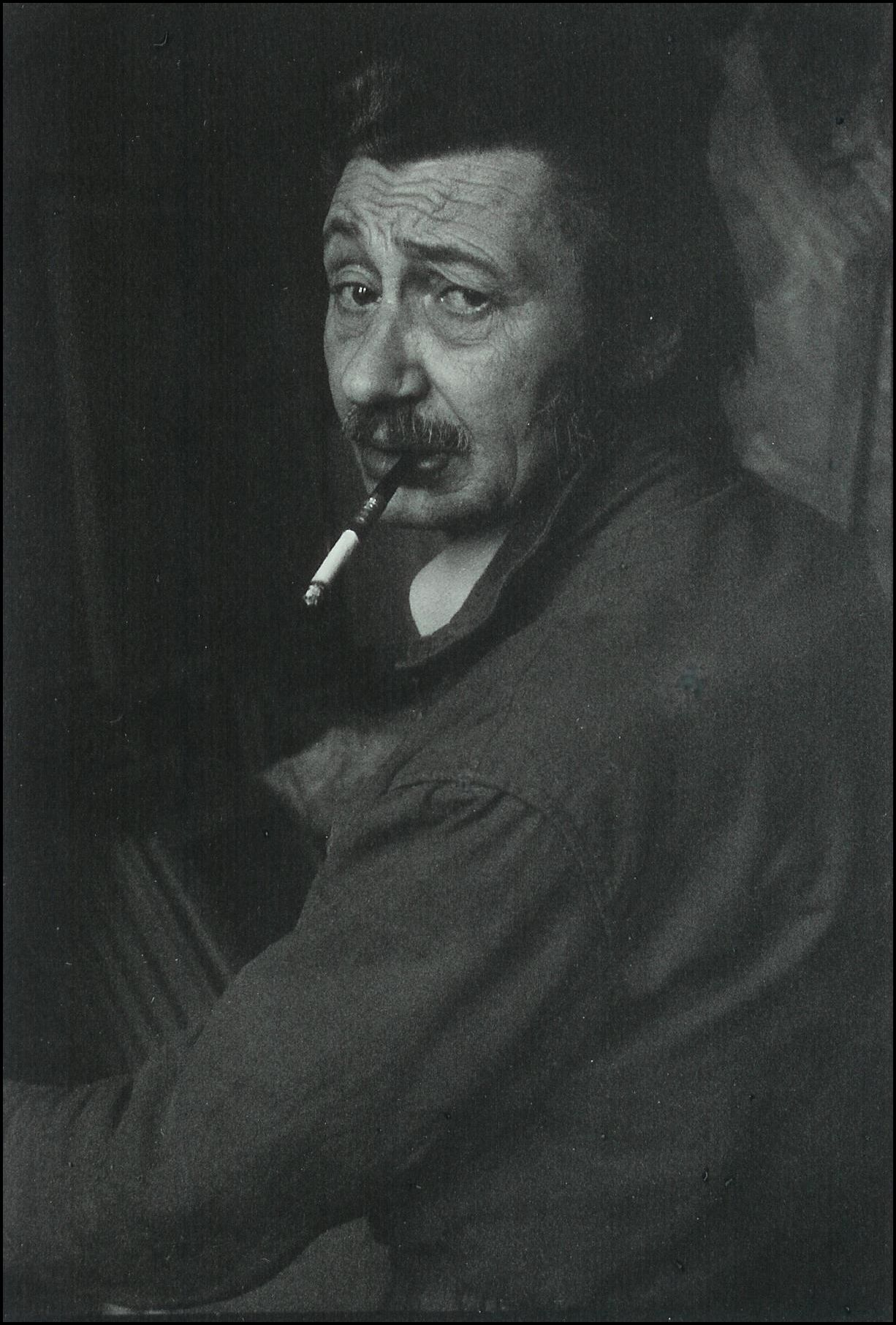
Stanislav Tůma: Josef Adámek, sochař, z cyklu Portréty, 1983

Stanislav Tůma (11. července 1950, Cheb – 14. září 2005, Praha) byl český fotograf.

## Životopis
Od roku 1969 začal fotografovat profesionálně. V 70. letech 20. století dokumentoval českou hudební scénu, divadlo a architekturu. V roce 1981 na deset let odešel do Švédska, později do Amsterdamu. Vystavoval v evropských muzeích a galeriích (Canon Photo Gallery v Amsterodamu 1981, Kunstindustrimuseum v Kodani 1983, Ny Carlsberg Glyptotek v Kodani 1984, Henie-Onstad Kunstsentret v Oslu 1984) a publikoval v evropských fotografických časopisech. Jeho práce jsou zastoupeny ve významných fotografických sbírkách. V roce 1982 získal „Kulturní cenu“ Státní kulturní rady Švédska ve Stockholmu. V Holandsku vyšla jeho první fotografická kniha „Women“ s básněmi Jaroslava Seiferta.
Malá Strana a Hradčany se staly hlavním tématem jeho volné tvorby. Ve stejné době vznikly další soubory: Zátiší, Akty a Portréty. Vedle autorských výstav Stanislav Tůma organizoval skupinové výstavy fotografů a výtvarníků v Čechách i v zahraničí.
Na jaře 1990 se vrátil natrvalo do Prahy, kde vydal svou další knihu s názvem „Suburbium Pragense“, oceněnou titulem „Nejkrásnější fotografická publikace roku 1997“. Jeho kniha „Prager Motive“ získala ocenění „Nejlepší fotografická publikace s textem“ za rok 2004.
Jeho vzorem byl Josef Sudek, Jindřich Štyrský, Jiří Sever a v posledních letech života Jan Svoboda.
| „                     | Točité uličky, zapadlé kouty dvorků, podloubí a průjezdy, oprýskané zdi a až surreální poselství náhodných architektonických detailů se u Tůmy stávají aktivními společníky v rámci nevyřčeného, důvěrného dialogu o plynutí času, o člověku jako stín, který se v cyklu krátkého dne i dlouhých let mihne specifickým prostorem svého života. Klasické „stavební prvky“ černobílé fotografie – světlo, stín, obrys, objem a povrch – zde spolu vytvářejí svědectví, která navozují u diváka vědomí o odvěké proměnlivosti a pomíjivosti lidského osudu. I tam, kde chybí čitelná lidská postava, je u Tůmy cítit lyrická, občas i humorně ironická výpověď o vrstvách lidských příběhů vrytých do historického, přitom stále živého kontextu jeho milovaných pražských čtvrtí. | “ |
| — Richard Drury, 2010 | |   |

## Výstavy
Jeho první velká souhrnná výstava v České republice se konala ve výstavní síni Mánes na začátku roku 1994. V roce 2000 v rámci projektu „Praha evropské město kultury“ vystavoval na Staroměstské radnici v Křížové chodbě a Rytířském sále, v roce 2006 „Pražské fragmenty“ v Muzeu hlavního města Prahy. Vystavoval ve Stockholmu, Berlíně, Budapešti, Moskvě, Varšavě, Sofii nebo v Kuala Lumpuru.
Jeho snímky byly vystaveny také na festivalu Prague Photo 2010.

### Samostatné výstavy
- 1977 Africa – Plan design studio, Kodaň, Dánsko
- 1978 Africa – Divadlo Rubín, Praha
- 1980 Malostranští – Ateliér Tůma, Praha
- 1981 Fotografie z Malé Strany – Divadlo v Nerudovce, Praha
  - PRAGUE PHOTOGRAPHS – CANON PHOTO Gallery, Amsterdam
- 1982 PORTRÉTY, DETAILY – Galerie Ve věži, Mělník
- 1983 Prag Fotografier – KUNSTINDUSTRIMUSEUM, Kobenhaven
  - MINEN FRÅN PRAG – PENTAX Gallery, Stockholm
  - Fotografien aus Prag – Galerie 70, Berlín
  - MUISTOJA PRAHASTA – VALOKUVAMUSEON STUDIO, Helsinky
  - Divadelní fotografie – DIVADLO RUBÍN, Praha
- 1984 FRIENDS – NY CARLSBERG GLYPTOTEK, Kobenhavn
  - Fotografier – HENIE-ONSTAD KUNSTSENTRET, Oslo
  - Malá Strana – Galerie VAN DER HAVE, Amsterdam
  - Fotoos – Studio Visa, Alkmaar
- 1985 Fotografie 1980–85 Zátiší – Dům umění, Funkeho kabinet, Brno
- 1986 Friends – Galerie 70, Berlín
  - FOTOUTSTILLING – PREUS FOTOMUSEUM, Horten
- 1987 WOMEN – FOCUS ON PHOTOGRAPHY Galerie, Amsterdam
  - STILL-LIFES – PORTFOLIO Gallery, Londýn
- 1988 WARTEN AUF LICHT – ATELIER HERBERT DÖRING, Kolín nad Rýnem
- 1990 FAREWELL, FAREWELL – CANON IMAGE CENTRE, Amsterdam
  - Stanislav Tůma – Galerie Pennings, Eindhoven
- 1991 MALOSTRANSKÁ ZÁTIŠÍ – Galerie GRADUS, Praha
- 1994 Fotografie – VÝSTAVNÍ SÍŇ MÁNES, Praha
- 1996 Pražské PODHRADÍ / Suburbium Pragense – OBECNÍ Galerie BESEDA, Praha
  - Suburbium Pragense – ČESKÉ CENTRUM, Moskva
  - Suburbium Pragense – DIVADLO TA FANTASTIKA, Praha
  - Suburbium Pragense – Divadlo U Hasičů, Praha
- 1997 Suburbium Pragense – Galerie Kamzík, Praha
- 1998 KONČIT ZASE ZNOVU/FOR THE END YET AGAIN – STAROMĚSTSKÁ RADNICE/Křížová chodba (s Ivanem Kuťákem), Praha
  - MALOSTRANSKÁ ZÁTIŠÍ – Pen Klub, Praha
- 2000 Fotografie 1970–2000 – STAROMĚSTSKÁ RADNICE/Křížová chodba, Rytířský sál, Praha
  - Fotografie 1970–2000 – Kulturní dům, Dobříš
  - Fotografie 1970–2000 – MĚSTSKÁ Galerie, Trutnov
- 2001 Fotografie 1970–2001 – Galerie FR. DRTIKOLA – Zámeček, Příbram
- 2002 Suburbium Pragense – Malá Galerie České spořitelny – Kladno
  - PRÁGAI VÁRALJA – A CSEH CENTRUM, Budapešť
- 2003 Pražské PODHRADÍ – Galerie MILLENNIUM, Praha
- 2004 ZLØTA PRAGA – CZESKIE CENTRUM, Warszawa
  - Pražské PODHRADÍ – PALFFYHO PALÁC – ČESKÉ CENTRUM, Bratislava
  - AKTY – Galerie PERON, Praha
  - LIDSKÁ KRAJINA – OBECNÍ Galerie BESEDA (s Janem Šafránkem), Praha
- 2005 Suburbium Pragense – TJECKISKA CENTRET, Stockholm
  - Prager Motive, CZECH CENTRE Berlin, Německo
  - Prager Motive, Rehau, Německo
  - LIDSKÁ KRAJINA – Galerie MILLENNIUM, Praha
  - Komerční banka, Praha
- 2006 Pražské FRAGMENTY- MUZEUM HLAVNÍHO MĚSTA PRAHY, Praha CZ
- 2007 FRAGMENTY TICHA – Galerie NOSTRESS, Praha
  - ARS PRAGENSIS – Obecní galerie Beseda, Praha
  - České dny – Kuala Lumpur
- 2010 Ve stínu / In the shade, Staroměstská radnice, Křížová chodba, Rytířský sál, Praha

## Sbírky
Dílo Stanislava Tůmy je zastoupeno v následujících sbírkách:
- Dánská královská knihovna, Kodaň, Dánsko[5]
- Francouzská národní knihovna, Paříž[6]
- Stedelijk Museum Amsterdam, Nizozemí[7]
- Moravská galerie v Brně
- Suomen Valokuvataiteen Museo, Helsinky, Finsko[8]
- Museet for Fotokunst Brandts, Odense, Dánsko[9]
- HENIE-ONSTAD KUNSTSENTER, Oslo, Norsko[10]
- Rijksmuseum Amsterdam – BERT HARTKAMP Collection, Amsterdam, Nizozemsko[11]
- The Museum of Fine Arts – Manfred Heiting Collection, Houston[12]
- Preus fotomuseum, Horten, Norsko[13]
- Museum of Modern Art, Yokohama, Japonsko[14]
- COMUNITA COMPRENSORIALE OLTRADIGE, Bolzano, Itálie[15]
- Magyar Fotográfiai Múzeum, Kecskemét, Maďarsko[16]
- Národní muzeum fotografie, Jindřichův Hradec
- Ministerstvo zahraničních věcí České republiky
- Uměleckoprůmyslové museum v Praze